# Darko Rajaković
Darko Rajaković (Čačak, 22 de febrero de 1979) es un entrenador de baloncesto serbio, que actualmente dirige a los Toronto Raptors de la NBA.

## Trayectoria

### Primeros años
Comenzó a entrenar a los 16 años en la cantera del Borac Čačak de su ciudad natal, Čačak, en Serbia. Tras tres temporadas fue elegido como técnico principal de la cantera del Estrella Roja de Belgrado. Durante ocho años en Belgrado, consiguió dos campeonatos juveniles.
Para mejorar sus conocimientos baloncestísticos, se mudó a Estados Unidos y pasó un tiempo junto a Lute Olson, el entrenador de la universidad de Arizona (2003) y también con Mike Krzyzewski de Duke (2007), asistiendo a sus entrenamientos.
De 2004 a 2011, fue asistente y ojeador de la NBA Summer League para los San Antonio Spurs.

### Espacio Torrelodones (2009–2012)
En 2009 se unió al Espacio Torrelodones de la Liga EBA de España. Allí pasó tres temporadas siendo también ojeador y reclutador de jugadores.

### Tulsa 66ers (2012–2014)
En 2012, se convierte en el entrenador principal de los Tulsa 66ers de la NBA Development League. En dos temporadas consiguió un récord de 51–49, y varios jugadores suyos (11), llegaron al primer equipo de la NBA, los Oklahoma City Thunder.

### Asistente en la NBA (2014–2023)
El 5 de julio de 2014, fue nombrado asistente de los Oklahoma City Thunder. En su etapa en Oklahoma, contribuyó al desarrollo de jugadores como Steven Adams, Andre Roberson, Terrance Ferguson, Victor Oladipo, Dennis Schröder o Álex Abrines.
El 26 de junio de 2019, fue contratado como asistente de los Phoenix Suns.
El 13 de septiembre de 2020 firma como asistente de los Memphis Grizzlies. El 11 de enero de 2022, pasó a ser entrenador principal interino, debutando en la NBA en la victoria ante Golden State Warriors, y, tras su compatriota Igor Kokoškov, se convirtió en el segundo europeo en dirigir un partido en la NBA. Terminó su periodo como interido tras cinco encuentros, con un récord de 4–1.

### Toronto Raptors (2023–presente)
El 13 de junio de 2023, firma como técnico principal de los Toronto Raptors.
Fue multado con $25000 tras sus declaraciones y quejas arbitrales en el postpartido de Los Angeles Lakers del 10 de enero de 2024.

## Estadísticas como entrenador
| Equipo  | Año     | P   | V  | D   | V–D% | Finalizado       | PP | VP | DP | PV–D% | Resultado   |
| ------- | ------- | --- | -- | --- | ---- | ---------------- | -- | -- | -- | ----- | ----------- |
| Toronto | 2023-24 | 82  | 25 | 57  | .305 | 5.º en Atlántico | —  | —  | —  | —     | No playoffs |
| Toronto | 2024-25 | 82  | 30 | 52  | .366 | 3.º en Atlantic  | —  | —  | —  | —     | No playoffs |
| Total   | Total   | 164 | 55 | 109 | .335 |                  | —  | —  | —  | —     |             |